# M24 Chaffee
L'M24 Chaffee (oficialment Light Tank, M24) és un tanc lleuger estatunidenc emprat durant els últims anys de la Segona Guerra Mundial; també va ser utilitzat en conflictes de postguerra, com la Guerra de Corea i la Guerra d'Algèria i la Guerra d'Indoxina. Al servei britànic, se li va donar el nom de servei Chaffee a partir del general de l'exèrcit dels Estats Units Adna R. Chaffee Jr., que va ajudar a desenvolupar l'ús de tancs a les forces armades dels Estats Units. Els M24 van ser retirats majoritàriament de les forces armades dels Estats Units i de l'OTAN durant els anys seixanta del segle xx, però van romandre al servei amb alguns països del Tercer Món.

## Desenvolupament i producció
L'experiència de combat britànica a la campanya del nord d'Àfrica va identificar diverses mancances del tanc lleuger M3 Stuart, especialment el rendiment del seu canó M3 de 37 mm. Es va provar adaptar un canó de 75 mm en un M8 Scott (un tanc M3 amb una torreta més gran) i els assajos van indicar que seria factible un canó de 75 mm en el tanc lleuger M5 creat a partir de l'M3. Tot i així, el disseny M3/M5 estava ja desfasat i el canó de 75 mm reduïa espai d'emmagatzematge.
El disseny del tanc lleuger T7, que inicialment es va veure com una opció, va augmentar de pes fins a més de 25 tones convertint-lo en tanc mitjà. L'augment de pes sense augment de potència li va donar un rendiment insatisfactori; el programa es va aturar el març de 1943 per permetre l'estandardització en un tanc mitjà únic, l'M4. Això va impulsar l'ordnance Committee a publicar una especificació per a un nou tanc lleuger, amb el mateix sistema de propulsió que l'M5A1 però armat amb un canó de 75 mm de pistola.
L'abril del 1943, l'Ordnance Corps, juntament amb Cadillac (que fabricava l'M5), va començar a treballar en el nou projecte, designat Light Tank T24. Es va utilitzar el motor i la transmissió de l'M5 juntament amb alguns aspectes del T7. Es van fer esforços per mantenir el pes del vehicle per sota de 20 tones. El blindatge era molt lleuger i se li va donar molta inclinació per maximitzar-ne l'eficàcia. La torreta tenia 25 mm de gruix amb un mantellet de 38 mm de gruix. La placa de glacis era de 25 mm de gruix. El gruix del blindatge lateral variava: la secció frontal era de 25 mm de gruix, però el terç posterior (que cobria el compartiment del motor) era de només 19 mm.
Es va desenvolupar un nou canó de 75 mm lleuger, derivat de l'emprat en el bombarder B-25H Mitchell. El canó tenia les mateixes característiques balístiques que els 75 mm M3 utilitzats pels tancs nord-americans, però utilitzava un mecanisme de recul diferent. El disseny va comptar amb erugues de 41 cm i suspensió de barres de torsió, similar a la del caçatancs M18 Hellcat lleugerament anterior, la producció del qual s'havia iniciat el juliol de 1943. El sistema de barres de torsió havia de donar una marxa més suau que la suspensió de voluta vertical que s'utilitzava a la majoria de vehicles blindats dels Estats Units. Al mateix temps, s'esperava que el xassís fos un estàndard utilitzat per a altres vehicles, com ara canons autopropulsats, i vehicles especialitzats.
El 15 d'octubre de 1943 es va lliurar el primer vehicle pilot. El disseny va ser considerat un èxit i es va signar immediatament un contracte per a 1.000 unitats, posteriorment augmentat a 5.000. La producció es va iniciar el 1944 amb la designació Light Tank M24. Es va fabricar en dos llocs; a partir d'abril a Cadillac i a partir de juliol a Massey-Harris. Quan es va aturar la producció a l'agost de 1945, s'havien produït 4.731 unitats.

## Historial de servei

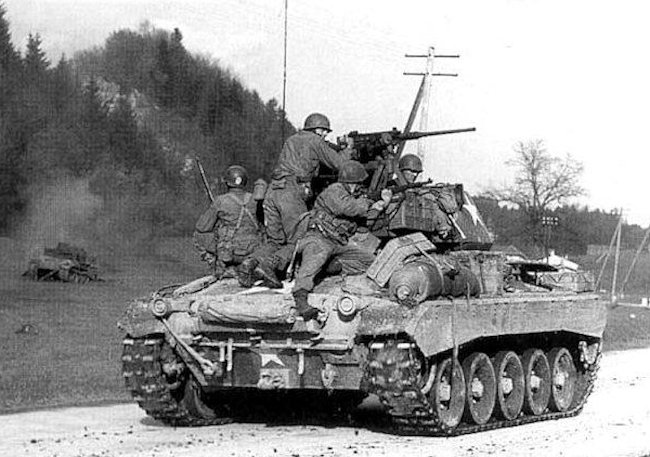
Un M24 Chaffee als afores de Salzburg el maig de 1945

L'M24 Chaffee havia de substituir l'envellit i obsolet M5 Stuart, que s'utilitzava en funcions complementàries. Els primers trenta-quatre M24 van arribar a Europa el novembre de 1944 i van ser assignats al 2n grup de cavalleria (mecanitzada) dels Estats Units a França. A continuació, es van assignar a la 2a i 44a esquadres, que van rebre cadascun disset M24. Durant la batalla de les Ardenes del desembre de 1944, aquestes unitats i els seus nous tancs van ser enviats al sector sud; dos dels M24 van ser separats per servir amb el 740è Batalló de Tancs del Primer Exèrcit dels Estats Units.
L'M24 va començar a tenir un ús generalitzat el desembre de 1944, però van trigar a arribar a primera línia. Al final de la guerra, les companyies de tancs lleugers de moltes divisions blindades encara estaven equipades principalment amb l'M3/M5 Stuart. Algunes divisions blindades no van rebre els seus primers M24 fins que es va acabar la guerra. A banda de l'exèrcit nord-americà, l'exèrcit britànic va ser un altre usuari del Chaffee durant la guerra, amb diversos centenars obtinguts mitjançant el programa de préstecs (Lend-Lease) dels Estats Units. Aquests van veure acció principalment al nord-oest d'Europa i a la plana nord-alemanya on les forces britàniques van emprendre accions contra les tropes alemanyes.

Els informes de les divisions blindades que els van rebre abans de finalitzar les hostilitats foren generalment positius. A les tripulacions els agradava la millora del rendiment i la fiabilitat en tot terreny, però sobretot van apreciar el canó principal de 75 mm, que va suposar una gran millora respecte als de 37 mm. L'M24 era inferior als tancs alemanys, però el canó més gran va donar a les seves tripulacions més possibilitats de lluitar en condicions quan era necessari, especialment en el paper de suport d'infanteria. El blindatge lleuger de l'M24 el feia vulnerable a gairebé tots els tancs, canons antitanc i armes personals antitanc alemanys. La contribució de l'M24 a guanyar la guerra a Europa va ser insignificant, ja que molts van arribar massa tard per substituir els desgastats M5 de les divisions blindades. Quan els EUA va començar la seva ocupació del Japó el 1945, es va desplegar un gran nombre de Chaffees en lloc dels grans Sherman i dels més pesants Pershing, a causa dels camins estrets i menor capacitat de càrrega dels ponts del país. 

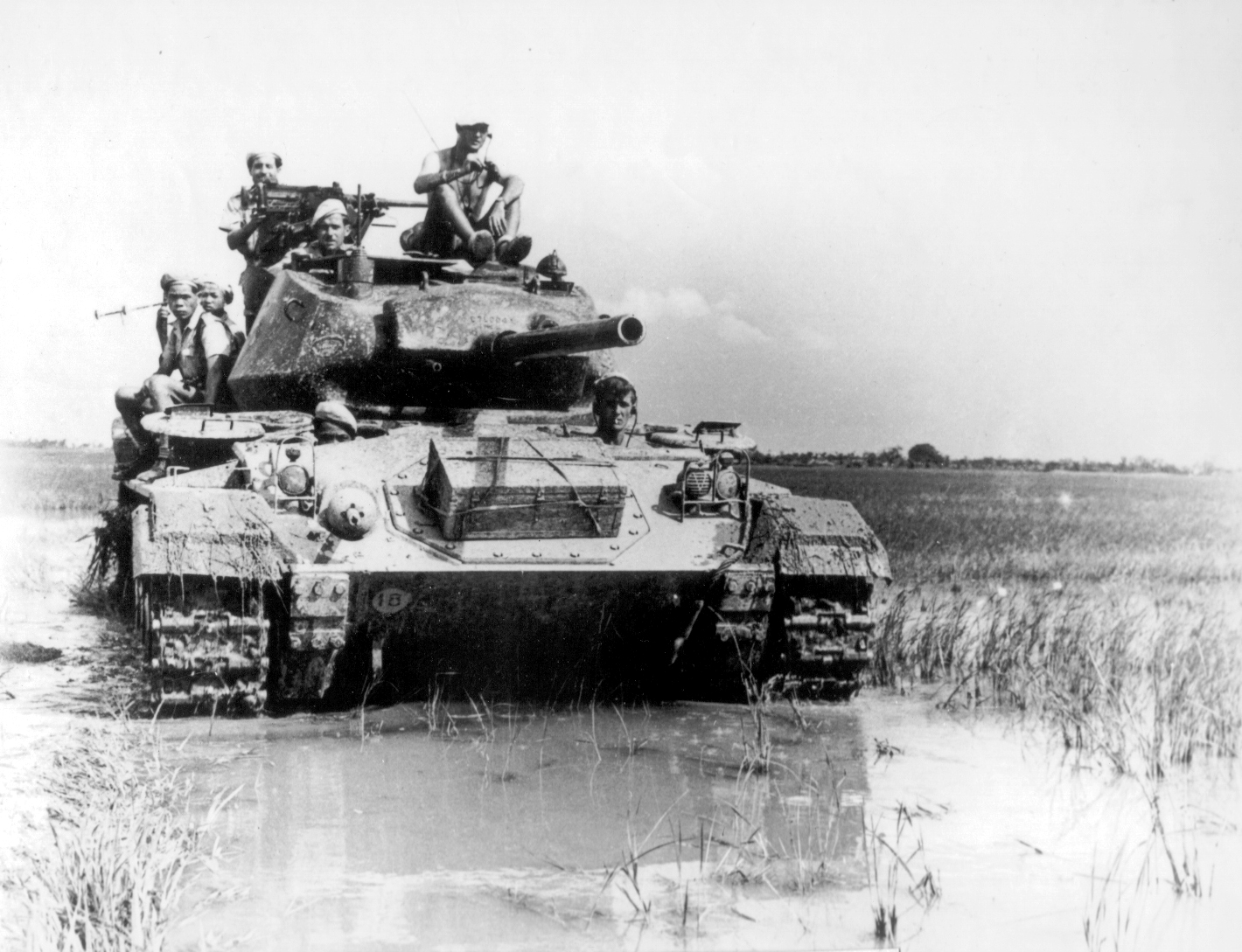
M24 francés a Indoxina, durant la batalla de Dien Bien Phu.

Durant les fases inicials de la guerra de Corea, els M24 van ser els primers tancs nord-americans destinats a combatre els T-34-85 de Corea del Nord, més pesants i més grans, subministrats pels soviètics. Les tropes d'ocupació al Japó de les quals es van agafar els Chaffee no tenien experiència i estaven subequipades a causa de la ràpida desmobilització després de la Segona Guerra Mundial. Una altra raó per enviar Chaffees a Corea va ser també en part perquè els oficials nord-americans no consideraven Corea un país on es pogués produir una guerra de tancs a gran escala (gran part de la península de Corea és força muntanyosa) i, per tant, van enviar els vehicles blindats més lleugers per combatre les forces nord-coreanes. L'M24 no va tenir una bona actuació contra els tancs mitjans més ben armats, més ben blindats i amb millor tripulació de l'exèrcit invasor; en general, es va perdre la majoria d'unitats pel foc enemic, mentre que només infligien danys menors als T-34. Van acabar com a artilleria de suport a la infanteria al perímetre de Pusan i, a l'agost, els reforços dels Estats Units i la Commonwealth van portar tancs més pesants que ja podien enfrontar-se en condicions als T-34. Els M24 van tenir més èxit en el seu paper de tanc de reconeixement, recolzats per tancs més pesants com els M4 Sherman, els M26 Pershing i els M46 Patton, juntament amb els tancs britànics Churchill, Comet i Centurion.
Com altres dissenys d'èxit de la Segona Guerra Mundial, l'M24 es va subministrar a molts exèrcits d'arreu del món i va ser utilitzat en conflictes locals molt després que hagués estat substituït a l'Exèrcit dels Estats Units per l'M41 Walker Bulldog. França va utilitzar els seus M24 a Indoxina en missions de suport d'infanteria, amb bons resultats. Van emprar deu M24 a la batalla de Dien Bien Phu. Al desembre de 1953, deu Chaffees desmuntats hi van ser transportats per via aèria per proporcionar suport a la guarnició. Van disparar prop de 15.000 obusos durant el llarg setge abans que les forces del Viet Minh acabessin conquerint el camp al maig de 1954. França també va desplegar M24 a Algèria, amb algunes variants que van combatre amb una torreta AMX-13 modificada per França. Alguns Chaffees francesos i nord-americans van passar a l'Exèrcit del Vietnam del Sud, on van estar en servei almenys fins a la batalla de Huế, alguns en funció de canons fixos en instal·lacions militars vitals com ara les bases aèries. La darrera vegada que se sap que M24 hagin entrat en acció fou en la guerra indo-paquistanesa de 1971, on es van perdre 66 Chaffees pakistanesos estacionats al Pakistan Oriental (actual Bangladesh) davant dels T-55, PT-76 i equips antitanc indis. Tot i que l'Iran i l'Iraq tenien M24 abans de la guerra que els va enfrontar, no hi ha cap informe sobre el seu ús en aquest conflicte.

## Variants i vehicles relacionats
- Light Tank T24

Prototip original. Assajat a Aberdeen Proving Grounds el gener de 1944. Finalment, es va estandarditzar com a Light Tank M24.
- Light Tank T24E1

Prototip amb motor Continental R-975-C4 i transmissió Spicer. Un vehicle va ser convertit a partir del prototip T24 original i provat l'octubre de 1944. El vehicle tenia un rendiment superior respecte al M24, però patia problemes de fiabilitat de la transmissió.
- M19 Multiple Gun Motor Carriage

Desenvolupat a partir del GMC T65 de 40 mm (canó antiaeri sobre xassís M5). Tenia un xassís de l'M24 allargat, amb el motor desplaçat al centre, canons antiaeris Bofors de 40 mm muntats a la part posterior del casc (amb 336 rondes). Se'n van encarregar 904 a l'agost de 1944, però només es van completar 285 al final de la guerra
- M37 105 mm Howitzer Motor Carriage

Desenvolupat el 1945. Duia un obús M4 de 105 mm (126 rondes). Se'n van encarregar 448 unitats, i se'n van lliurar 316. Va veure servei a la Guerra de Corea.
- T9

Duia instal·lada una excavadora.

## Operadors
- Països on han tingut un M24 Chaffe en servei Àustria – 46 en servei de 1956 a 1966. Comprats via OTAN.[11]

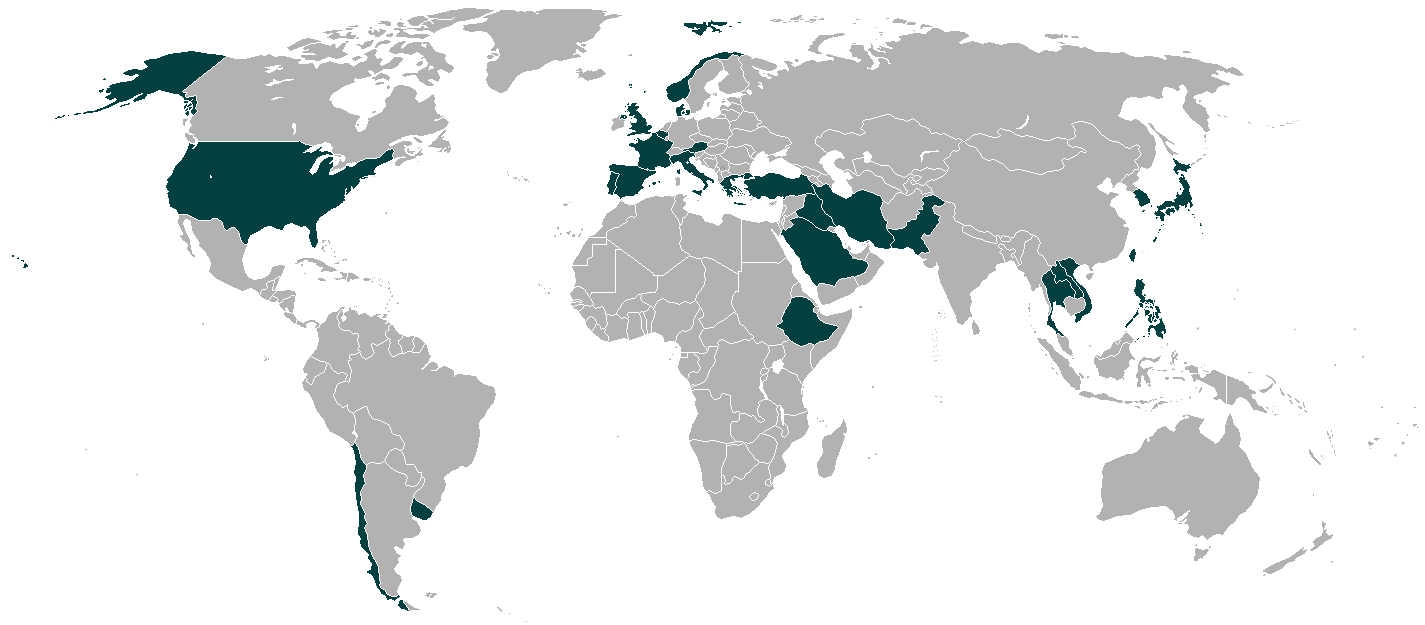
Països on han tingut un M24 Chaffe en servei

- Bangladesh – 10 de segona mà de l'exèrcit del Pakistan el 1971.[15]
- Bèlgica – 224 comprats via OTAN.[11]
- Cambodja – 36 comprats.[11]
- Canadà - 32 comprats el 1947 amb 294 Shermans.[11]
- Xile
- Dinamarca – 63 comprats via OTAN.[11]
- Etiòpia – 34 comprats.[11]
- França – 1254 comprats via OTAN.[11]
- Grècia – 170 comprats via OTAN.[11]
- Iran – 180 comprats.[11]
- Iraq – 78 comprats.[16][11]
- Itàlia – 518 comprats via OTAN.[11]
- Japó – en servei entre 1952 i 1974.[11]
- Laos – 4 comprats.[11]
- Països Baixos - 50 en ús fins 1962.[17][18]
- Noruega – 123 en servei a partir de 1950; alguns fins 1993.[11]
- Pakistan – 132 comprats.[19][11]
- Filipines
- Portugal – 16 comprats via OTAN.[11]
- Corea del Sud – 30 per a entrenament, després lliurats a Taiwan.
- Aràbia Saudita – 52 comprats.[11]
- Vietnam del Sud – 137 comprats.[11]
- Espanya - 31 comprats via OTAN. Emprats a la Guerra d'Ifni.[11]
- Tailàndia – 118 comprats.[11]
- Taiwan
- Turquia — 238 comprats via OTAN.[11]
- Regne Unit – 302 comprats.
- Uruguai – 17 millorats.
- Estats Units[5]
- Xina – 2 via Land-Lease.[11]